# Евдокимова, Леся Анатольевна
Ле́ся Анато́льевна Евдоки́мова (до 2012 года — Махно́; 4 сентября 1981, Полтавская область, УССР) — российская волейболистка, доигровщик, игрок сборной России. Заслуженный мастер спорта России. Чемпионка мира 2010 года.
Леся Махно родилась в Полтавской области Украинской ССР. В детстве переехала с семьёй в город Сургут Тюменской области, где в 1990 году начала заниматься волейболом в спортивной школе «Геолог». Первый тренер — И. А. Ивлев. Выступала за команды: 1998—2000 — «Россы»/«Газпром-Россы» (Москва), 2000—2004 — «Луч»-МГСУ (Москва), 2004—2005 и 2006—2011 — «Динамо» (Москва), 2005—2006 — ЦСКА, 2011—2013 — «Динамо-Казань».
Четырёхкратная чемпионка России (2007, 2009, 2012, 2013), четырёхкратный серебряный призёр российских первенств (2005, 2008, 2010, 2011), трёхкратная обладательница (2005, 2009, 2012) и трёхкратная финалистка Кубка России (2007, 2008, 2011), серебряный (2007, 2009) и бронзовый (2012) призёр Лиги чемпионов. MVP «Финала четырёх» Кубка России-2012.
В 2003 году в составе студенческой сборной России стала бронзовым призёром Всемирной Универсиады.
С 2006 года Леся Махно неоднократно включалась в состав национальной сборной России для участия в различных международных товарищеских турнирах («Монтрё Волей Мастерс» 2006 и 2007 и другие).
В 2010 году в составе сборной стала чемпионкой мира. В 2013 объявила о завершении игровой карьеры.
В 2012-2024 была замужем за российским гандболистом Егором Евдокимовым